# Manuel Jiménez Soria
Manuel Jiménez Soria, más conocido como Manolo Jiménez, (*Andorra la Vieja, Andorra, 12 de agosto de 1976) es un futbolista internacional andorrano. Se desempeña en posición de centrocampista y actualmente juega en el Futbol Club Santa Coloma, que milita en la Primera División de Andorra.

## Selección nacional
Ha sido internacional con la Selección de fútbol de Andorra en setenta y ocho ocasiones consiguiendo un gol.

## Clubes
| Club                      | País    | Temporadas        |
| ------------------------- | ------- | ----------------- |
| Futbol Club Andorra       | Andorra | 1997/98           |
| Constel·lació Esportiva   | Andorra | 1998/99 a 1999/00 |
| Unió Esportiva Sant Julià | Andorra | 2000/01 a 2001/02 |
| Futbol Club Andorra       | Andorra | 2002/03 a 2003/04 |
| FC Ranger's               | Andorra | 2004/05           |
| Futbol Club Andorra       | Andorra | 2005/06 a 2007/08 |
| Futbol Club Santa Coloma  | Andorra | 2008/09-          |

## Palmarés

### Campeonatos nacionales
| Título                   | Club                     | País    | Temporada  |
| ------------------------ | ------------------------ | ------- | ---------- |
| Liga andorrana de fútbol | Constel·lació Esportiva  | Andorra | 2000       |
| Liga andorrana de fútbol | Futbol Club Santa Coloma | Andorra | 2010, 2011 |
| Copa Constitució         | Constel·lació Esportiva  | Andorra | 2000       |
| Copa Constitució         | Futbol Club Santa Coloma | Andorra | 2009, 2012 |